# Guetim
Guetim ist ein Ort und eine ehemalige Gemeinde (Freguesia) im Norden Portugals.
Guetim gehört zum Kreis Espinho im Distrikt Aveiro. Die Gemeinde hatte eine Fläche von 1,95 km² und 1403 Einwohner (Stand 30. Juni 2011).
Am 29. September 2013 wurden die Gemeinden Guetim und Anta zur neuen Gemeinde União das Freguesias de Anta e Guetim zusammengeschlossen.